# دونگی کروپاتس
دونگی کروپاتس (به صربی: Donji Krupac) یک منطقهٔ مسکونی در صربستان است که در الکسیناتس واقع شده‌است. دونگی کروپاتس ۳۶۴ نفر جمعیت دارد.